# Beatriz Puertas Moura
Beatriz Puertas Moura (Poá, 14 de janeiro de 1928 — São Paulo, 21 de março de 2004) foi uma poeta caiçara de São Sebastião (São Paulo).

## Biografia
Beatriz nasceu na cidade de Poá e, em 1947, chegou à cidade de São Sebastião (São Paulo), onde passou o resto de sua vida. Atenta aos costumes caiçaras, produziu uma sensível poesia intimista. Dando especial atenção aos personagens que conheceu e histórias que vivenciou durante a vida, produziu belas imagens que embalam o imaginário de seus leitores. Contemplando temas essenciais como: o amor, a perda, o trabalho, o espaço, a juventude e a velhice, recebeu diversas homenagens e uma placa na Câmara Municipal.
No dia 21 de março de 2004, após complicações decorrentes de uma parada cardíaca, faleceu num hospital da capital paulista, aos 76 anos de idade. Em 2011, após a restauração do Centro Cultural Batuíra, no Bairro de São Francisco da Praia , foi inaugurado o Auditório Beatriz Puertas, homenagem justa a tão querida escritora.

## Citação
“Quando encalhares, longe e sozinha,
verás como o tempo nos esqueceu;
pois, como tu, sou uma canoa solitária,
e, aos teus soluços, eu junto o meu.”

## Obras
- Canoa Solitária (1990)
- Poesias (1993)
- Poesias (1995)
- Cargueiro da Alegria (1998)
- História da Família Puertas (2001)
- As rosas (2002)
- O raiar de um novo dia (2002)
- Histórias verídicas que o povo contou (2003)